# Воллін (Бранденбург)
Воллін (нім. Wollin) — громада в Німеччині, розташована в землі Бранденбург. Входить до складу району Потсдам-Міттельмарк. Складова частина об'єднання громад Цизар.
Площа — 27,71 км2. Населення становить 850 ос. (станом на 31 грудня 2020).